# Comuna Tanum
Tanum (Tanums kommun) este o comună din comitatul Västra Götalands län, Suedia, cu o populație de 12.303 locuitori (2013).

## Geografie

### Zone urbane
Lista celor mai mari zone urbane din comună (anul 2015) conform Biroului Central de Statistică al Suediei:
| Nr | Zona urbană | Pop.  |
| -- | ----------- | ----- |
| 1  | Grebbestad  | 1.877 |
| 2  | Tanumshede  | 1.774 |
| 3  | Fjällbacka  | 850   |
| 4  | Hamburgsund | 706   |
| 5  | Rabbalshede | 283   |

## Demografie
| \| Evoluția demografică în comuna Tanum, 1970–2015 \| Evoluția demografică în comuna Tanum, 1970–2015 \| Evoluția demografică în comuna Tanum, 1970–2015 \| Evoluția demografică în comuna Tanum, 1970–2015 \| Evoluția demografică în comuna Tanum, 1970–2015 \| \| ----------------------------------------------------------------------------------------------------- \| ----------------------------------------------- \| ----------------------------------------------- \| ----------------------------------------------- \| ----------------------------------------------- \| \| An \| \| \| Locuitori \| \| \| 1970 \| 1970 \| \| 10837 \| 10837 \| \| 1975 \| 1975 \| \| 11058 \| 11058 \| \| 1980 \| 1980 \| \| 11463 \| 11463 \| \| 1985 \| 1985 \| \| 11473 \| 11473 \| \| 1990 \| 1990 \| \| 12068 \| 12068 \| \| 1995 \| 1995 \| \| 12306 \| 12306 \| \| 2000 \| 2000 \| \| 12105 \| 12105 \| \| 2005 \| 2005 \| \| 12252 \| 12252 \| \| 2010 \| 2010 \| \| 12370 \| 12370 \| \| 2015 \| 2015 \| \| 12455 \| 12455 \| \| Sursa: SCB - Statistika Centralbyrån, Folkmängd efter region, civilstånd, ålder och kön. År 1968–2016 \| \| \| \| \| |      |  |           |       |
| Evoluția demografică în comuna Tanum, 1970–2015 |      |  |           |       |
| An |      |  | Locuitori |       |
| 1970 | 1970 |  | 10837     | 10837 |
| 1975 | 1975 |  | 11058     | 11058 |
| 1980 | 1980 |  | 11463     | 11463 |
| 1985 | 1985 |  | 11473     | 11473 |
| 1990 | 1990 |  | 12068     | 12068 |
| 1995 | 1995 |  | 12306     | 12306 |
| 2000 | 2000 |  | 12105     | 12105 |
| 2005 | 2005 |  | 12252     | 12252 |
| 2010 | 2010 |  | 12370     | 12370 |
| 2015 | 2015 |  | 12455     | 12455 |
| Sursa: SCB - Statistika Centralbyrån, Folkmängd efter region, civilstånd, ålder och kön. År 1968–2016 |      |  |           |       |